# Slag bij Wattignies
De Slag bij Wattignies (15-16 oktober 1793) was een veldslag tussen Franse revolutionaire troepen onder leiding van Jean-Baptiste Jourdan en een Oostenrijkse krijgsmacht geleid door Frederik Jozias van Saksen-Coburg-Saalfeld. De slag was onderdeel van de Eerste Coalitieoorlog die uitbrak na de Franse Revolutie. Na een tweedaagse strijd werd de veldslag door de Fransen beslissend gewonnen.

## Aanloop
Na de Franse Revolutie zag Eerste Franse Republiek zich in 1793 van verschillende kanten bedreigd door geallieerde legers uit onder andere Oostenrijk, het koninkrijk Groot-Brittannië, de Nederlandse Republiek en het koninkrijk Pruisen. Een voornamelijk Oostenrijkse en Zuid-Nederlandse legermacht was vanuit de Oostenrijkse Nederlanden Frankrijk binnengetrokken. Zij namen daarbij onder andere Condé, Valencijn en Le Quesnoy in. Na de Slag bij Menen (15 september) sloeg het geallieerde leger het beleg van Maubeuge in Frans-Henegouwen. Deze stad lag op een belangrijke verbindingsweg naar Parijs, en was daarmee van strategisch belang.
Onder leiding van generaal Jourdan kreeg het Armée du Nord de opdracht de stad te ontzetten. Wegens het belang van de operatie voegde ook de Franse minister van Oorlog Lazare Carnot zich bij de troepen. Bij de aanvang van de slag had Jourdan 45.000 man onder zijn bevel. Deze troepen bestonden voornamelijk uit nieuw geworven dienstplichtigen in de zogenaamde levée en masse.
Toen het de bevelhebbers van het geallieerde leger ter ore kwam dat een Franse legermacht in aantocht was, splitsten zij hun leger in twee delen op. Ongeveer 21.000 soldaten bleven onder bevel van Willem V van Oranje achter om het beleg voort te zetten. De overige 21.000 man vormden een linie tussen de Samber en de hoogte bij het dorpje Wattignies over een lengte van ongeveer 13 kilometer.

## Verloop van de slag
Op 15 oktober naderden de Fransen de Oostenrijkse krijgsmacht. Het aanvankelijke Franse strijdplan was een aanval op de twee Oostenrijkse flanken met het doel de vijand te omcirkelen. Toen deze tactiek leek te werken, beval Jourdan daarop ook het centrum van de Oostenrijkers aan te vallen, om zo te voorkomen dat zij hun flanken konden versterken. Na enige tijd bleek echter dat het Franse leger op alle fronten vast kwam te zitten. In het centrum waren de Oostenrijkse reserves gestationeerd, waardoor de Fransen een aanzienlijk sterkere strijdmacht dan verwacht tegenover zich zagen. Op de westelijke flank boog het Franse leger te ver af richting Berlaimont, waardoor de eigen flank kwetsbaar werd voor een tegenaanval. In het oosten, bij Wattignies, lukte het de onervaren Fransen niet door te breken tegen de geharde Oostenrijkse troepen.
Sommige bronnen melden dat het tegenvallende verloop van de strijd voornamelijk te danken is aan het interveniëren van Carnot, tegen de wil van Jourdan in. Op de tweede dag van de strijd zou Jourdan dan ook het bevel hebben overgenomen voor een meer gerichte aanval op de Oostenrijkse linies. Op deze wijze werd het Franse numerieke overwicht beter benut.
Op 16 oktober concentreerden de Fransen hun aanval op de oostelijke flank van de vijand bij Wattignies. Door het numerieke overwicht van de Fransen kon het Oostenrijkse leger niet standhouden. Na het succes op dit deel van het slagveld kon het Franse leger ook de Oostenrijkers op andere plaatsen terugdringen. De Oostenrijkers trokken zich terug en werden gedwongen het beleg van Maubeuge af te blazen. In totaal bedroegen de Franse verliezen ongeveer 5.000 doden en gewonden. De Oostenrijkers verloren ongeveer 2.500 man.

## Nasleep

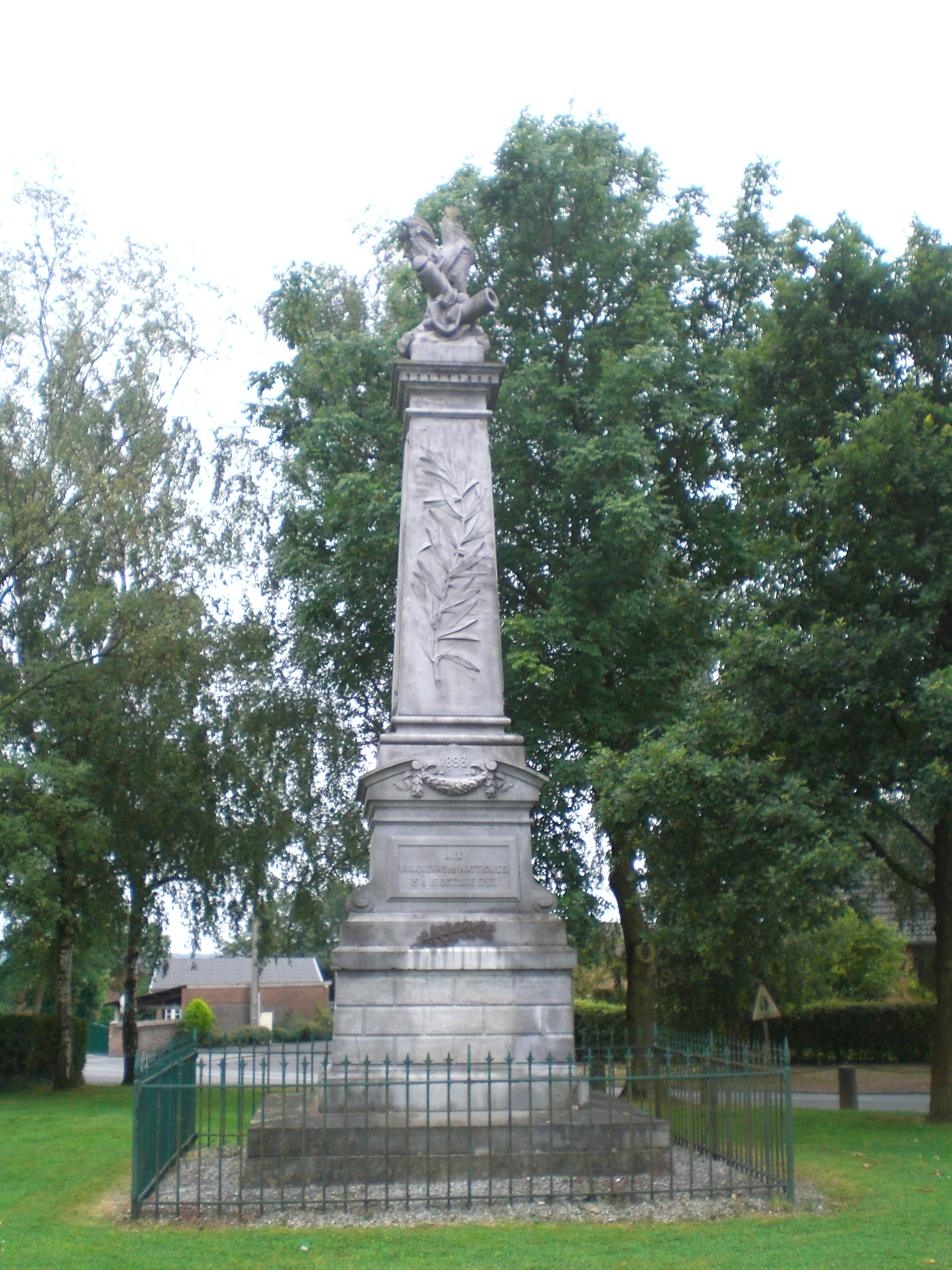
Gedenkteken aan de slag in Wattignies-la-Victoire

Na de slag lukte het Frankrijk niet om de geallieerde legers voor de winter verder in de Zuidelijke Nederlanden terug te dringen. Al snel na de Slag bij Wattignies trokken de legers zich terug in hun winterkwartieren. De slag zelf heeft laten zien dat het Franse leger, voornamelijk bestaande uit (onervaren) dienstplichtigen, in staat was een overwinning te behalen op de geallieerden. Naar aanleiding van de Franse overwinning bij Wattignies werd het dorp omgedoopt in Wattignies-la-Victoire.